# سوزان هیلترمن-سولومیاک
سوزان هیلترمن-سولومیاک (انگلیسی: Suzanne Hiltermann-Souloumiac؛ زاده ۱۷ ژانویهٔ ۱۹۱۹ – درگذشته ۲ اکتبر ۲۰۰۱) با نام مستعار توتی، یکی از اعضای مقاومت فرانسه بود. او توسط نازی‌ها دستگیر شد و به اردوگاه کار اجباری راونسبروک فرستاده شد. پس از جنگ، سوزان هیلترمن، از استقلال الجزایر حمایت کرد و در دهه ۱۹۶۰ به چین رفت. وی پس از چند سال به فرانسه بازگشت، و در آنجا در حوادث مه ۱۹۶۸ شرکت کرد.

## زندگی‌نامه
سوزان هیلترمن در خانواده‌ای از محققان و صنعتگران آمستردام متولد شد. در سن ۲۰ سالگی، کشور خود را برای پاریس ترک کرد تا مطالعاتی را در فلسفه و نژادشناسی انجام دهد. مدت کوتاهی پس از تهاجم آلمان به فرانسه، او وارد مقاومت فرانسه شد.

## جنگ جهانی دوم
در سال ۱۹۴۳، سوزان به شبکه مقاومت هلندی-پاریس پیوست که به تازگی توسط هرمان لااتسمن دیپلمات هلندی تأسیس و به مدیریت یوهان هندریک وایدرن در هماهنگی مستقیم با نیروهای متفقین آغاز به کار کرد. در حقیقت، این شبکه به خصوص در نجات خلبانان متفقین که هواپیماهایشان در منطقه غرب اروپا تحت کنترل نازی‌ها مورد حمله و سقوط کرده بود، فعال بود. این شبکه به آن‌ها کمک می‌کرد تا به پایگاه‌های خود برگردند. این شبکه همچنین در کمک به جمعیت یهودیان برای فرار از آزار و اذیت نازی‌ها فعال بود.
از طریق ارتباطات توتی در سفارت آلمان، به ویژه با کارل هینز گرستنر، شبکه هلندی-پاریس خدمات، اطلاعات محرمانه و مدارک جعلی دریافت می‌کرد.
با افزایش ماموریت‌های هوایی و در حالیکه تعداد هواپیماهایی که مورد حمله قرار می‌گرفتند و سقوط می‌کردند بیشتر می‌شد، هیلترمن هرچه بیشتر درگیر عملیات‌ها می‌شد. این عملیات‌ها در وهله اول برای پناه دادن به خلبانان و سپس انتقال آن‌ها بیرون از مناطق تحت کنترل نازی‌ها بود. توتی چندین گروه از خلبانان را به ایستگاه قطار Gare d'Austerlitz همراهی کرد تا به تولوز رفته و از آنجا به اسپانیا فرار کنند. طبق آمار وزارت دفاع ایالات متحده، به لطف شبکه هلندی-پاریس، بیش از ۱۲۰ خلبان در مجموع نجات یافتند.

## دستگیری
توتی در ۲۷ فوریه ۱۹۴۴ دستگیر شد. پس از چندین بازجویی وحشیانه توسط گشتاپو، در ۱۸ آوریل ۱۹۴۴ به اردوگاه کار اجباری راونسبروک برده شد.
ژاکلین پری در خاطراتش تعریف می‌کند که در واگنی که زندانیان را در سراسر آلمان حمل می‌کرد، توتی یکی از معدود زندانیانی بود که ایده دقیقی از آنچه در انتظارشان هست، داشت. از آنجا که توتی بیشتر جوانی خود را در نزدیکی مرز آلمان به سر برده بود، به زبان آلمانی کامل مسلط بود، حتی قبل از جنگ کتاب «نبرد من» را خوانده بود و به درک معنای سخنرانی رئیس‌جمهور هیتلر پی برده بود. ارتباطات نزدیکی با مردم ضد نازی آلمان داشت و بسیاری از یهودیان تحت تعقیب را به مرز سوئیس همراهی کرده بود، بنابراین از جهنمی که او و سایر زندانیان در حال واردشدن به آن بودند، به خوبی مطلع بود.

## در اردوگاه کار اجباری
در اردوگاه او در بلوک اشغال‌شده توسط فرانسوی‌ها نگهداری می‌شد. زندگی و کار بسیار در آنجا بسیار سخت بود (به شواهد دقیق از دوست او ژاکلین پری د لا روشبروشارد Jacqueline Pery de la Rochebrochard نگاه کنید). وقتی که روزی خواهر همسر آینده اش، سیمون سولومیاک، اظهار ناامیدی کرد (در آن زمان سیمون تنها ۱۷ سال داشت)، توتی با صدای آرام به او گوشزد کرد: «مقاومت کن! ما باید پایان فیلم را ببینیم».

### تلاش‌ها برای آزادی زنان
بعدها، رئیس فدراسیون بین‌المللی صلیب سرخ سوئد، کنت فولکه برنادوت با هاینریش هیملر در مورد «صلح شجاعانه» با متحدان صحبت کرد. در طی دومین مصاحبه با هیملر، کنت خواستار آزادی برخی از زنان بازداشت شده در اردوگاه راونسبروک شد و هیملر سرانجام رضایت خود را داد. فرمانده کمپ موافقت کرد که ۳۰۰ زن بلژیکی، هلندی و فرانسوی را آزاد کند. آن‌ها به گوتبورگ برده شدند و از دانمارک که هنوز تحت سلطه نازی بود، عبور کردند.

## آزادی
توتی در هواپیمای ویژه نیروی هوایی ایالات متحده به فرانسه برده شد. چند ماه بعد با برادر دوستش سیمون سولومیاک ازدواج کرد.